# Podyjí
Podyjí este o arie protejată (arie de protecție specială avifaunistică — SPA) din Republica Cehă întinsă pe o suprafață de 7.665,72 ha, integral pe uscat.

## Localizare
Centrul sitului Podyjí este situat la coordonatele 48°50′02″N 15°59′08″E / 48.833889°N 15.985556°E.

## Înființare
Situl Podyjí a fost declarat arie de protecție specială avifaunistică în octombrie 2004 pentru a proteja 2 specii de animale.

## Biodiversitate
Situată în ecoregiunile continentală și panonică, aria protejată nu include niciun habitat protejat.
La baza desemnării sitului se află mai multe specii protejate de  păsări (2): ciocănitoare de grădină (Dendrocopos syriacus), silvie porumbacă (Sylvia nisoria).